# Poynton
Poynton è una cittadina inserita all'interno dell'area amministrativa Poynton-with-Worth.
È situata nel punto più orientale della piana del Cheshire, 7 miglia (11 km) a nord di Macclesfield, 5 miglia (8 km) a sud di Stockport ed 11 miglia (18 km) a sud-est rispetto a Manchester.
Nel censimento del 2001 Poynton aveva 14.433 abitanti.
Il nome di Poynton è di antica derivazione e prende origine da un insediamento anglosassone. Nei secoli del tardo Medioevo si cominciò ad estrarre carbone nelle numerose miniere circostanti la zona di Poynton; le miniere, di proprietà del barone George Venables-Vernon, dal 1832 alla data della loro chiusura nel 1935, erano le più grandi del Cheshire. La conseguente urbanizzazione e sviluppo socioeconomico necessitavano di miglioramenti dei trasporti, che avvennero prima con l'estensione del canale di Macclesfield fino a Poynton, nel 1826, e poi con l'arrivo delle linee ferroviarie Manchester-Birmingham nel 1845 e Macclesfield-Bollington-Marple nel 1869. Grazie ai numerosi collegamenti e alla vicinanza con la conurbazione di Manchester, Poynton è diventata una città prevalentemente residenziale, con numerosi pendolari.